# 酒誥
酒诰，是《尚书》中的篇章，據稱是周公所作，旨在戒勉当时的贵族和官员要节制饮酒，以免因沉溺酒色而败坏政德，影响治国安民的大业。这篇文章主要围绕酒的危害、节制的重要性以及统治者应有的德行展开，并以警示的语气敦促遵守礼仪和职责。
周成王即位之時，周公慮其不懂政務，又鑑於殷商帝王愛好飲酒、荒于政事，因而最終導致亡國，便寫此文章勸諫成王不要貪酒，只有祭祀时方可饮酒。